# Dr. Grilo
Rodrigo Moreira Ladeira Grilo, conhecido como Dr. Grilo, (Belo Horizonte, 26 de julho de 1972) é um político brasileiro.
Formou-se advogado pela Universidade Federal de Minas Gerais (UFMG), especializando-se em Direito do trabalho.
Foi eleito deputado federal em 2010, pelo PSL. Na Câmara, apresentou projetos nas áreas de saúde, educação, trabalho, justiça, meio ambiente e cidadania. Foi escolhido líder da bancada do seu partido nos anos de 2012 e 2013